# Bad Jokers
Bad Jokers ist eine Deutschrock-Band aus dem Ahrntal in Südtirol, Italien.

## Bandgeschichte
Die Band wurde 1992 von den beiden Gitarristen und Freunden Georg Kirchler und Markus Seeber gegründet. Hinzu kamen Florian Mairl am Schlagzeug und Kurt „Jason“ Kelderer am Bass. Am Anfang handelte es sich um eine reine Coverband. 1996 beschloss Florian Mairl die Band zu verlassen und man löste sich kurzfristig auf. 1998 reformierte sich die Band mit dem neuen Schlagzeuger Klaus Innerbichler für eine Samplerveröffentlichung Rock’n Toul über Bands im Ahrntal. Ab dem Jahr 2000 entstanden die ersten Lieder mit deutschen Texten. Die beiden Alben Bastard (2000) und Wölfe (2001) wurden vom Label der Newport Studios in St. Lorenzen herausgegeben. 2004 erschien das Album III über den Sudton Verlag.
2004 verließ Kurt Kelderer die Band und zog nach Deutschland. Die Band machte eine vierjährige Pause, bis sie mit Walter „Chainless“ Mutschlechner einen neuen Bassisten fand. 2011 wechselte die Band zum Label Rookies & Kings, wo im gleichen Jahr ihr viertes Album Alte Rituale erschien, auf dem Philipp Burger beim Lied Ein Tag im September zu hören ist. Ende 2012 tourte die Band im Vorprogramm von Frei.Wild und trat auf den Festivals G.O.N.D. und AlpenFlair auf.
2015 erschien das Album Da kommen wir her, das (Semi-)Akustikversionen alter Songs sowie neue Songs enthielt. In der Vorbereitung zum nächsten Album kam es zu gesundheitlichen Problemen. Schlagzeuger Klaus Innerbichler hatte Probleme mit der Leiste und Walter Mutschlechner erlitt eine Hirnblutung und war einige Zeit im Koma. Nach einer längeren Pause erschien 2018 das sechste Album Wir sind der Weg. Mit dem erneut mit Burger aufgenommenen Song Da schlägt noch Herz in deinem Leben thematisierte die Band die Erkrankung ihres Bassisten.

## Musikstil
Musikalisch handelt es sich um Deutschrock im Stil der Böhsen Onkelz und Frei.Wild mit Einflüssen unter anderem der der Toten Hosen sowie Hard-Rock-Bands wie AC/DC und Krokus. Die Band versteht sich eher als Old-School-Rock-Band mit deutschen Texten.

## Diskografie

### Alben
- 2000: Bastard (Newport Studios)
- 2001: Wölfe (Newport Studios)
- 2004: III (Sudton Verlag)
- 2012: Alte Rituale (Rookies & Kings)
- 2015: Da kommen wir her (Rookies & Kings)
- 2018: Wir sind der Weg (Rookies & Kings)

### Kompilationen
- 2013: 20 Jahre – Best of (Rookies & Kings)

### Singles
- 2000: Heimat unter fremden Fahnen (Newport Studios)